# Екібастуз (аеропорт)
Аеропо́рт «Екібастуз»  — аеропорт міста Екібастуз у Казахстані. Розташований за 16 кілометрів на південний захід від міста.
Летовище Екібастуз другого класу, здатне приймати повітряні судна Ту-134, Як-42 та інші більш легкі, а також вертольоти всіх типів.